# Kræge
Kræge (Prunus domestica ssp. insititia) eller havre-blomme er en busk eller et lille træ, der er en underart til blomme (Prunus domestica). Det har til forskel fra den ægte blomme (Prunus domestica ssp. domestica) kuglerunde frugter med en afrundet sten, der ikke løsnes fra frugtkødet.

## Beskrivelse
Kræge er en løvfældende busk eller et lille træ med en løs og åben vækst. Den danner både lang- og kortskud, og kortskuddene er ofte krumme (i modsætning til ægte Blomme). Barken er først dunhåret og meget lyst grøn med rødviolette partier. Senere bliver den tofarvet med rødbrun lysside og lysegrøn skyggeside. Ældre grene har en blank, brun bark, som skaller af i sølvgrå flager. Gamle grene og stammer får efterhånden en grå og opsprækkende bark med smalle revner.
Knopperne sidder spredt, og på langskuddene danner grenen en hyldeagtig forhøjning under hver knop. De enkelte langskudsknopper er smalle, kegleformede og spidse. På kortskuddene er knopperne mere ægformede og afrundede, og de sidder i klynger med 4-5 sammen. Blomstringen sker i april-maj. Blomsterne er langstilkede, overhængende og helt hvide. Frugterne er kuglerunde stenfrugter med én afrundet sten. Frugten hedder krægeblomme.
Planten er rodægte, og dens rodnet er højtliggende med mange rodskud. Det betyder, at man kan formere den ved at opgrave dens rodskud. Planten danner spontane krydsninger med slåen (Prunus spinosa).
Højde x bredde og årlig tilvækst: 4 x 4 m (40 x 40 cm/år), heri ikke medregnet rodskudsplanter.

## Voksested
Kræge findes sjældent vildtvoksende (men ofte naturaliseret) i Skandinavien. Derimod er den meget udbredt i Vest- og Sydeuropa, hvor den foretrækker lysåbne voksesteder (skovbryn, lysninger, overdrev og skrænter) på varm, tør og kalkrig bund.
På Castlemorton Common ved Malvern Hills sydvest for Birmingham findes den sammen med bl.a. agerrose, ask, korsved, kristtorn, mistelten, alm. skovranke, Dioscorea communis, engelsk elm, frynseeg, navr, skovæble, skørpil, slåen, stilkeg, storbladet lind, tarmvridrøn og vortebirk.
| Portal | Portal:Botanik |